# Espai no separable
En el processament de textos i la composició digital, un espai no separable, també anomenat espai dur o espai inseparable, és un caràcter d'espai que impedeix un salt de línia automàtic en la seva posició. En alguns formats, inclòs l'HTML, també evita que els caràcters d'espai en blanc consecutius es col·lapsin en un sol espai.
Per a l'amplada «estàndard», en Unicode és U+00A0 en html és &nbsp;.
També existeixen caràcters d'espai no separable amb altres amplades (per exemple espai estret amb U+202F o &#x202F;).

## Exemple
En la següent línia cadascuna de les paraules està separada per un espai normal.
paraula paraula paraula paraula paraula paraula paraula paraula paraula paraula paraula paraula paraula
En la següent línia els espais utilitzats són no separables.
paraula paraula paraula paraula paraula paraula paraula paraula paraula paraula paraula paraula paraula 
Observeu l'efecte en reduir l'amplada de visualització de l'article.
Amb &#x202F;:
10.000 km 10.000 km 10.000 km 10.000 km 10.000 km 10.000 km 10.000 km 10.000 km 10.000 km 10.000 km